# 秋田杉桶樽

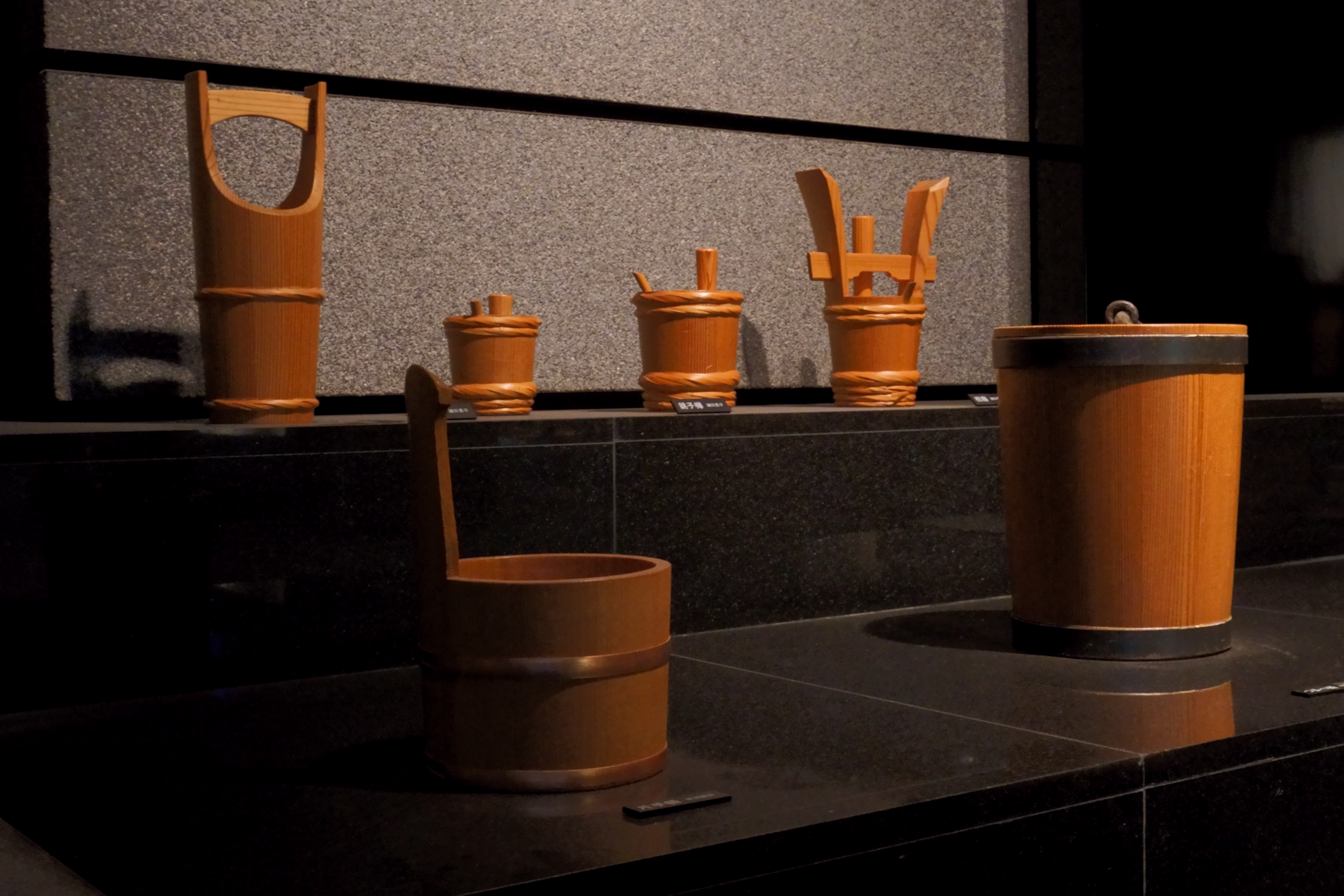
秋田杉桶樽

秋田杉桶樽（あきたすぎおけたる）は、秋田県能代市や大館市を中心に生産されている木工の伝統工芸品。
1984年5月に経済産業大臣指定伝統的工芸品に指定されている。

## 概要
秋田杉を素材とした職人の手作業で制作される桶や樽である。桶は柾目の材料を使い、箍の部分には真竹、銅、真鍮を使用する。樽は主として板目の材料を使い蓋があるものを指す。製法は杉の丸太を裁断して短冊状の「榑(くれ)」を作り、乾燥や特殊な刃物による加工を経て、この榑を輪のように立て、箍かけをして、底板や蓋をつけ、磨き、塗りなどの仕上げで完成する。
秋田杉の香りと吸水性に最大の特徴があるとされ、特に天然秋田杉は揃った年輪による木目が出るほか収縮が少ないため狂いが生じにくい利点をもつ。

## 歴史
秋田市の秋田城遺跡から、県内で最も古い平安後期のものとみられる桶と榑の底板、取手類が発掘されている。また秋田藩家老「梅津政景日記」など江戸時代の書物にも桶の使用例があり、1800年代には既に現在の形に近いものが出来ていたと考えられ、久保田藩主による工芸への奨励もあり、藩内の桶屋によって生産が続けられてきた。明治から大正にかけてはおひつ、洗濯盥、樽などの需要が増加したが、その後は徐々に工業製品に押される形で需要が減少した。しかし1984年に経済産業大臣指定伝統的工芸品に指定されているなど伝統工芸品としての評価もあり、伝統的な桶、樽のほか、ジョッキやカップなどの新製品も生産されている。